# Heinrich Kreipe
Karl Heinrich Georg Ferdinand Kreipe (Niederspier, 5 giugno 1895 – Northeim, 14 giugno 1976) è stato un militare tedesco, diventato famoso perché nella seconda guerra mondiale,  raggiunto il grado di generale, fu catturato nell'isola di Creta, occupata dai tedeschi nel 1944, con una spettacolare operazione portata a termine da un commando anglo-ellenico, di cui facevano parte anche gli scrittori e viaggiatori Patrick Leigh Fermor e Bill Stanley Moss che poi racconteranno l'episodio nei loro libri.

## Biografia
Nato nel 1895, tredicesimo figlio di un pastore luterano di Hannover.  Ha combattuto nella prima guerra mondiale, partecipando alla battaglia di Verdun e ottenendo una Croce di ferro di prima classe. Dopo la guerra, si unì ai Freikorps e poi alla nuova Reichswehr nell'ottobre del 1919. Nel 1939 Kreipe aveva raggiunto il grado di colonnello nella Wehrmacht.
Nella seconda guerra mondiale Kreipe partecipò, come comandante del reggimento di fanteria 909 della 58ª divisione di fanteria, alla battaglia di Francia e all'assedio di Leningrado, combattendo a Kuban durante l'"operazione Barbarossa".  Gli fu conferita la Croce di Cavaliere della Croce di ferro (Ritterkreuz des Eisern Kreuzes)  il 13 ottobre 1941. Kreipe rimase sul fronte di Leningrado fino al maggio 1942, quando fu trasferito di nuovo in Germania, dove ricoprì incarichi amministrativi e di insegnamento.  Nel giugno-ottobre 1943, fu reinserito sul fronte orientale, dove guidò la 79ª divisione di fanteria. Il 1º marzo 1944, Kreipe, raggiunto il grado di maggiore generale, fu nominato comandante della 22ª divisione di fanteria (22. Infanterie-Division), operando a Creta, in sostituzione del generale Friedrich-Wilhelm Müller che era stato nominato comandante tedesco di Creta a Chania.

### Il rapimento a Creta
Nella primavera del 1944, gli Alleati fecero un piano per rapire il generale Müller, le cui dure misure repressive gli avevano fatto guadagnare il soprannome di "Macellaio di Creta".  Il maggiore Patrick Leigh Fermor guidò l'operazione prevista, assistito dal capitano Bill Stanley Moss, agenti della SOE greca e combattenti della resistenza cretese.  Tuttavia il generale Müller lasciò l'isola prima che il piano potesse essere eseguito.  Il maggiore Fermor decise allora di rapire Kreipe.
La notte del 26 aprile 1944 il generale Kreipe lasciò il quartier generale ad Archanes.  L'auto si diresse senza scorta verso una residenza ben custodita, "Villa Ariadni", a circa 5 km da Heraklion.  Il maggiore Fermor e il capitano Moss, vestiti da poliziotti militari tedeschi, lo aspettarono 1 km prima della sua residenza.  Quando arrivò, chiesero all'autista di fermarsi e di mostrare i documenti.  Non appena la macchina si fermò, Fermor aprì la portiera dal lato di Kreipe, lo minacciò con la pistola e lo rinchiuse, legato e imbavagliato, nel bagagliaio della vettura, mentre Moss prese posto alla guida dell'auto. Un uomo della resistenza greca guidò i rapitori e il generale (con Fermor nei panni del generale e Moss in quelli dell'autista) per un'ora e mezza attraverso 22 blocchi stradali, fino a Heraklion. Mentre Moss e il generale proseguivano a piedi la fuga camminando attraverso i campi in direzione delle montagne e con il sostegno della resistenza greca, Fermor si pose alla guida dell'auto per poi abbandonarla. Per prevenire rappresaglie, lasciò un biglietto in cui diceva che le forze speciali britanniche avevano condotto l'operazione senza alcun supporto locale. Lasciò anche una serie di prove: mozziconi di sigarette inglesi, un libro di Agatha Christie e un berretto militare. Quindi raggiunge Moss e il generale. Inseguiti dalle pattuglie tedesche, i rapitori attraversarono le montagne per raggiungere il lato meridionale dell'isola, dove un battello inglese (un ML 842 comandato da Brian Coleman) era in attesa all'appuntamento.  Alla fine, il 14 maggio 1944, furono prelevati dalla spiaggia di Peristeres, vicino a Rhodakino, e trasportati con una nave verso l'Egitto.
Kreipe fu interrogato, quindi mandato in un campo di prigionia in Canada.  Successivamente trasferito in un campo speciale nel Galles, in Gran Bretagna, Kreipe fu rilasciato dalla prigionia britannica nel 1947. Il generale Kreipe incontrò i suoi rapitori ancora una volta nel 1972 su un programma televisivo greco. Il rapimento è commemorato vicino ad Archanes).
Morì a Northeim il 14 giugno 1976.

### Libri e film
L'episodio è stato immortalato nel 1950 nel best seller di Moss (Ill Met by Moonlight). Il libro è stato poi adattato in un film con lo stesso nome (in italiano Colpo di mano a Creta) diretto e prodotto da Michael Powell e Emeric Pressburger distribuito nel 1957. Interpreti: Dirk Bogarde nei panni di Patrick Leigh Fermor e David Oxley in quelli di Moss.
L'edizione 2014 del libro di Moss contiene una postfazione scritta da Fermor nel 2001 sul contesto dell'operazione. Nell'ottobre 2014 è stato pubblicato anche lo scritto di Fermor Abducting A General – The Kreipe Operation and SOE in Crete.
Leigh Fermor ha anche scritto la prefazione e tradotto il libro The Cretan Runner: His Story of the German Occupation di George Psychoundakis.
In Italia il libro di Moss è edito da Adelphi con il titolo Brutti incontri al chiaro di luna.